# Forças Navais do Comando Sul dos Estados Unidos
As Forças Navais do Comando Sul dos Estados Unidos (também conhecida como USNAVSO) é o elemento naval do Comando Sul dos Estados Unidos (USSOUTHCOM). Suas áreas de operação incluem América do Sul, América Central, o Caribe e águas circundantes. Seu quartel-general está localizado na Estação Naval de Mayport, Flórida. USNAVSO está atualmente sob o comando do Almirante da Retaguarda Sean S. Buck.

## Missão
USNAVSO e a Quarta Frota dos EUA apoiam USSOUTHCOM unindo e combinando operações militares de espectro completo por providenciar principalmente baseada no mar, presença dianteira para garantir liberdade de manobra no domínio marítimo, para promover e sustentar relacionamentos cooperativos com parceiros internacionais e para completamente explorar o mar como espaço de manobra a fim de reforçar a segurança regional e promover paz, estabilidade, e prosperidade nas regiões do Caribe, Centro e Sul Americanas.

## História
De 1941 a 1945, as Forças do Atlântico Sul da Frota Atlântica dos Estados Unidos operaram sob quatro diferentes designações -- Task Force 3, Task Force 23 (15 de setembro de 1942, intitulados South Atlantic Force), Quarta Frota dos Estados Unidos, e finalmente Task Force 27. Em setembro de 1942, o Comandante da Task Force 23 foi ainda designado Comandante da South Atlantic Force, um título qual ele manteve enquanto se tornando Comandante da Quarta Frota e CTF 27. As extensivas operações construídas no Brasil foram rapidamente executadas após o fim da guerra.
Em junho de 1958, o Comandante da South Atlantic Force, U.S. Atlantic Fleet (COMSOLANT) foi estabelecido no quartel-general em Trinidad e Tobago e foi movido para Roosevelt Roads, Puerto Rico em 1973. COMSOLANT participou em anuais desdobramentos "UNITAS" em torno da América do Sul desde 1960, e rotineiramente desdobram para a África para o West African Training Cruise desde 1980.
As Forças Navais do Comando Sul foram estabelecidas em fevereiro de 2000, com o quartel-general na Estação Naval Roosevelt Roads, Puerto Rico qual no início de 2004 realocou para a Estação Naval de Mayport, Flórida. COMUSNAVSO foi construída em torno do núcleo do COMSOLANT. COMUSNAVSO serve como uma principal ligação entre a Marinha dos EUA e as marinhas da América do Sul, América Central, e o Caribe, e está na vanguarda do engajamento dos EUA no Hemisfério Ocidental. O comando consolida funções previamente conduzidas pelo Comandante, Western Hemisphere Group, anteriormente em Mayport, Flórida e COMSOLANT, anteriormente localizados na Estação Naval Roosevelt Roads, Puerto Rico.
Em adição para UNITAS, COMUSNAVSO, participa em exercícios de marinha para marinha, operações contra-narcóticos, visitas a portos, missões humanitárias, alívio de desastres, novos horizontes, e eventos de protocolo. COMUSNAVSO exerce comando militar e controle de todos os navios e unidades designadas, e representa o Comando Sul dos EUA com respeito à questões navais na região.

## Comandantes
- Almirante da Retaguarda Kevin P. Green (10 de dezembro de 1999 – Desconhecido) (Retirado)[5]
- Almirante da Retaguarda Vinson E. Smith (Setembro de 2002 – 2 de setembro de 2005) (Retirado)[6]
- Almirante da Retaguarda James W. Stevenson, Jr. (2 de setembro de 2005 – 12 de julho de 2008) (Retirado)[7][8]
- Almirante da Retaguarda Joseph D. Kernan (12 de julho de 2008 – 12 de junho de 2009)[4][9]
- Almirante da Retaguarda Victor G. Guillory (12 de junho de 2009 – 5 de agosto de 2011) (Retirado)[10]
- Almirante da Retaguarda Kurt W. Tidd (5 de agosto de 2011 – 22 de junho de 2012)[11][12]
- Almirante da Retaguarda Sinclair M. Harris (22 de junho de 2012 – 17 de abril de 2014)[13]
- Almirante da Retaguarda George W. Ballance (17 de abril de 2014 – 12 de agosto de 2016)[14]
- Almirante da Retaguarda Sean S. Buck (12 de agosto de 2016 – 21 de Maio de 2019)[15]
- Almirante da Retaguarda Donald D. Gabrielson (21 de Maio de 2019 – presente)[16]